# ۳۱ شکارچی
۳۱ شکارچی (انگلیسی: 31 Orionis) یک منظومه ستاره‌ای دوتایی در صورت فلکی شکارچی است که در نزدیکی ستاره درخشان منطقه جای دارد. این ستاره با چشم غیرمسلح به صورت یک نقطه نوری کم رنگ نارنجی با قدر ظاهری پایه ۴.۷۱ قابل مشاهده است.